# طوطی‌کاکلی گوگردی
طوطی‌کاکلی گوگردی (نام علمی: Cacatua galerita) تنها گونه طوطی سفید رنگ از خانواده کاکاتوهاست که جثه نسبتاً بزرگتری نسبت به دیگر هم خانواده‌های خود دارد و در مناطق پوشیده شده از درخت در استرالیا و گینه نو یافت می‌شود. آن‌ها در زیستگاه‌ها و مناطقی که در تعداد زیاد یافت می‌شوند، معمولاً به عنوان آفت برای محصولات نباتی، کشاورزی به حساب می‌آیند. این پرنده برای پرورش به عنوان یک حیوان خانگی به خوبی شناخته شده و مناسب هستند.

## توزیع
در استرالیا، طوطی‌کاکلی گوگردی را می‌توان به‌طور گسترده در شمال و شرق این کشور یافت، مناطقی اعم از جنوب تاسمانی بغیر از مناطق خشک مرکزی که تراکم گیاه و درخت در آن مناطق کم می‌باشد. آن‌ها در مناطقی نظیر حومه شهرهای آدلاید، ملبورن، کانبرا، سیدنی و بریزین در تعداد زیاد یافت می‌شوند. در سرتاسر گینه نو بجز مناطق کوهستانی و ارتفاعات و در جزایر کوچکتر مجاور مانند Waigeo , Misool و Aru، و در جزایر دیگری در خلیج CenderawasihوMilne Bay یافت می‌شوند.
چهار زیر گونه از این نوع طوطی وجود دارند که عبارتند از:
1. C. g. triton که در گینه نو و جزایر اطراف آن یافت می‌شوند.
2. C. g. elenora که محدود به جزایر Aru ما بین استرالیا و گینه نو می‌باشند.
3. C. g. fitzroyi در شمال استرالیا که از غرب استرالیا به خلیج Carpentaria ختم می‌شود یافت می‌شوند.
4. و گونه دیگری به نام C. g. galerita که از کیپ یورک تا تاسمانی گستره زیستی این گونه است.

## گونه‌های معرفی شده
در داخل استرالیا، در پِرت ناحیه‌ای در غرب این کشور، گونه معرفی شده طوطی‌کاکلی گوگردی به عنوان پرنده بومی این منطقه شناخته می‌شود. البته این ناحیه خارج از محدوده طبیعی_زیستی این پرنده است. خارج از استرالیا، تعداد قلیلی نیز در سنگاپور شناسایی شده‌اند که جمعیتشان بین ۵۰۰ تا ۲۰۰۰ قطعه برآورد شده. همچنین آن‌ها در پالائو و نیوزیلند نیز شناسایی و تأیید شده‌اند. در نیوزیلند جمعیت موجود این گونه ممکن است کمتر از ۱۰۰۰ قطعه پرنده باشد.

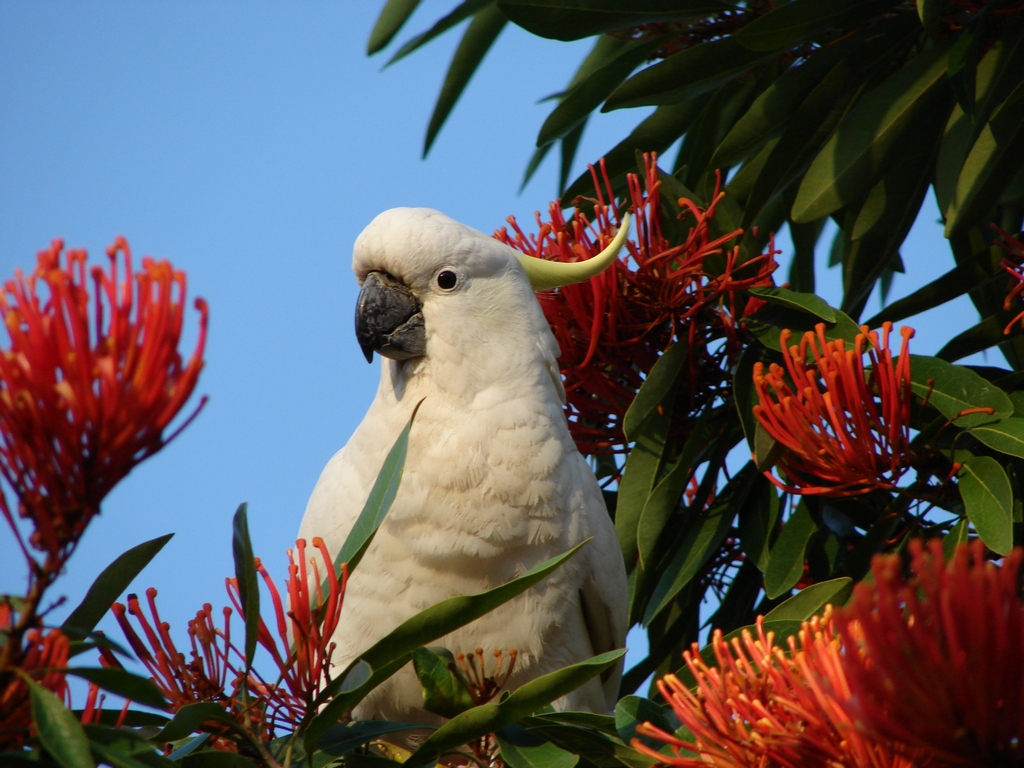
در بریزبن، کواینلند استرالیا

طول این پرنده ۴۴–۵۵ سانتی‌متر (۱۷–۲۲اینچ) بوده و زیرگونه استرالیایی بزرگتر از زیرگونه گینه نو و جزایر مجاور است. پرها به‌طور کامل سفید (گچی رنگ) با گرده‌های ریز در بین شان (به‌صورت گچی شکل) و در زیر بال‌ها و دم پرنده رنگ زرد گوگردی روشن مشهود است، تاج این پرنده نیز به رنگ زرد گوگردی ملایم متمایل می‌باشد. نوک به رنگ سیاه و پاها خاکستری رنگ هستند. حلقه اطراف چشم‌ها به رنگ سفید می‌باشد و رنگ چشم‌ها در نوع نر معمولاً به‌طور کامل سیاه بوده، درحالیکه در نوع ماده رنگ چشم‌ها طیف قرمز یا قهوه‌ای را در بر می‌گیرد، که می‌توان با اندکی دقت به این موضوع پی برد.

شباهت اندکی بین این گونه و گونه دیگری به نام C. g. fitzroyi می‌باشد که وجه تمایز گونه C. g. fitzroyi در فقدان پرهای زرد رنگ اطراف گوش و پوسته نازک و آبی رنگ اطراف چشم نهفته‌است. C. g. eleonoraشباهت بسیاری به C. g. fitzroyi دارد اما C. g. fitzroyi کمی کوچکتر و دارای تاجی بزرگتر نسبت به C. g. eleonora است و همچنین C. g. triton شباهاتی با C. g. eleonora دارد بجز آنکه داری منقار کوچکتریست.

## رفتار

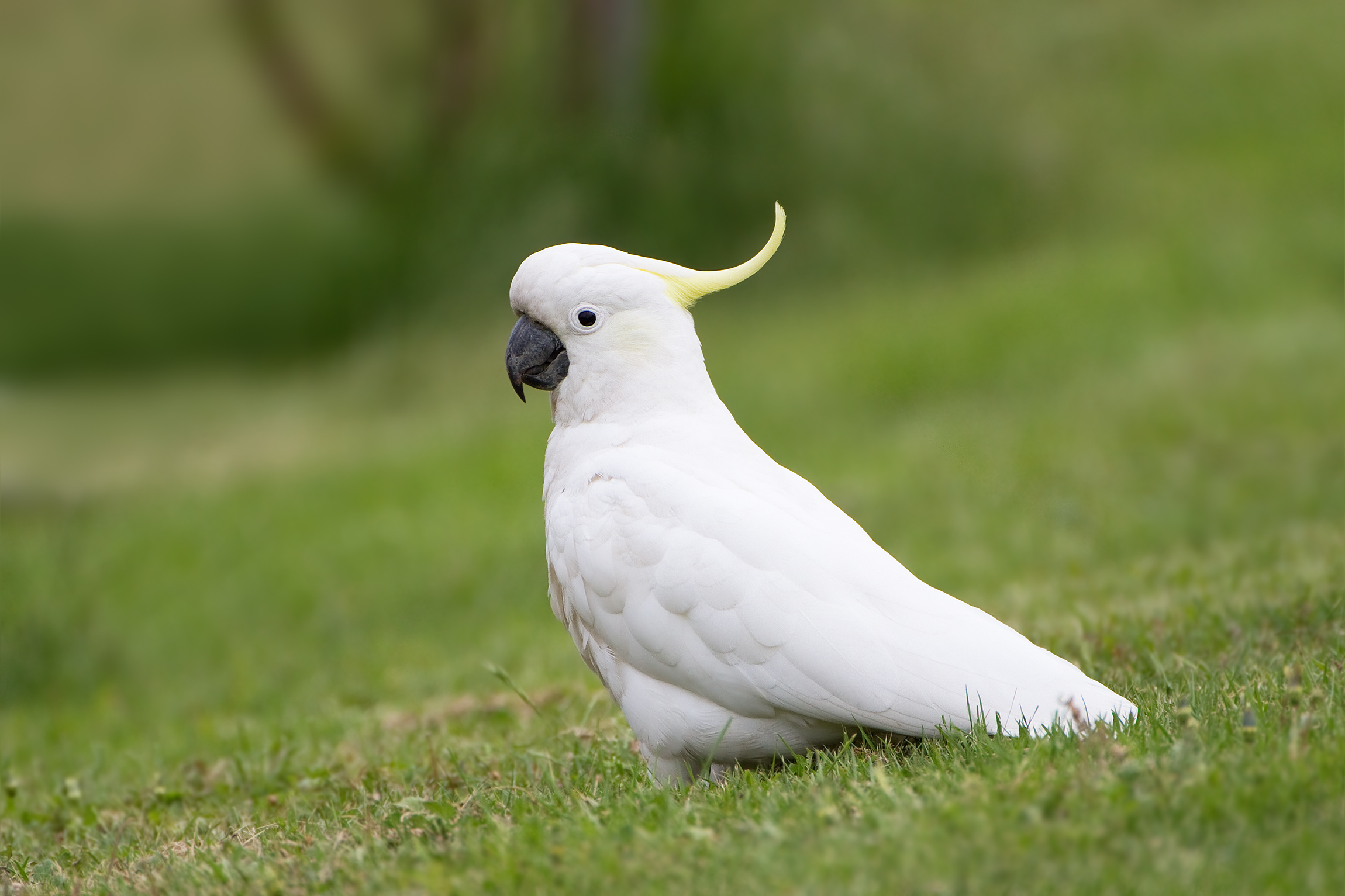
راه رفتن بر روی چمن در تاسمانی، استرالیا

مشخصه بارز این گونه صدای ناهنجار، بلند و گوش خراشی است که به هنگام پرواز در محیط جنگلی (جنگل‌های انبوه گرمسیری و نیمه گرمسیری) که در آن زندگی می‌کنند از خود ایجاد می‌کنند. این پرندگان به‌طور طبیعی کنجکاو و بسیار باهوش هستند. آن‌ها به خوبی با اروپاییانی که به استرالیا کوچ نمودند سازش کردند و در اکثر شهرها به خوبی در کنار یکدیگر زندگی می‌کنند.

این پرندگان عمر بسیار طولانی دارند، گرچه در وحش در شرایط طبیعی بین ۲۰–۴۰ سال عمر می‌کنند ولی می‌توانند در شرایط نگهداری در اسارت تا ۷۰ سال نیز عمر کنند. دیده شده که کاکاتوها نیز مانند دیگر طوطی سانان اقدام به خوردن خاک رس برای رفع سمومی که از بعضی از میوه‌ها، گیاهان و دیگر مواد غذایی در بدنشان ایجاد می‌شود، می‌کنند. این پرنده بر خلاف دیگر جانورانی که از لایه‌ای چربی برای پرهیز از خیس شدن استفاده می‌کنند، منحصراً از پودری خشک و ضدآب، گچی شکل و بسیار ریز برای این امر استفاده می‌کند.

در استرالیا، طوطی‌کاکلی گوگردی فصول خاصی برای تولید مثل و پرورش دارند. اما اطلاعات زیادی دربارهٔ رفتار و پرورش آن‌ها در گینه نو موجود نیست. در جنوب استرالیا فصل پرورش از اوت تا ژانویه و در شمال این کشور فصل پرورش از ماه مه تا سپتامبر می‌باشد.